# Cereus mortensenii
Cereus mortensenii là một loài thực vật có hoa trong họ Cactaceae. Loài này được (Croizat) D.R.Hunt & N.P.Taylor mô tả khoa học đầu tiên năm 1991.